# Ranuccio II. Farnese

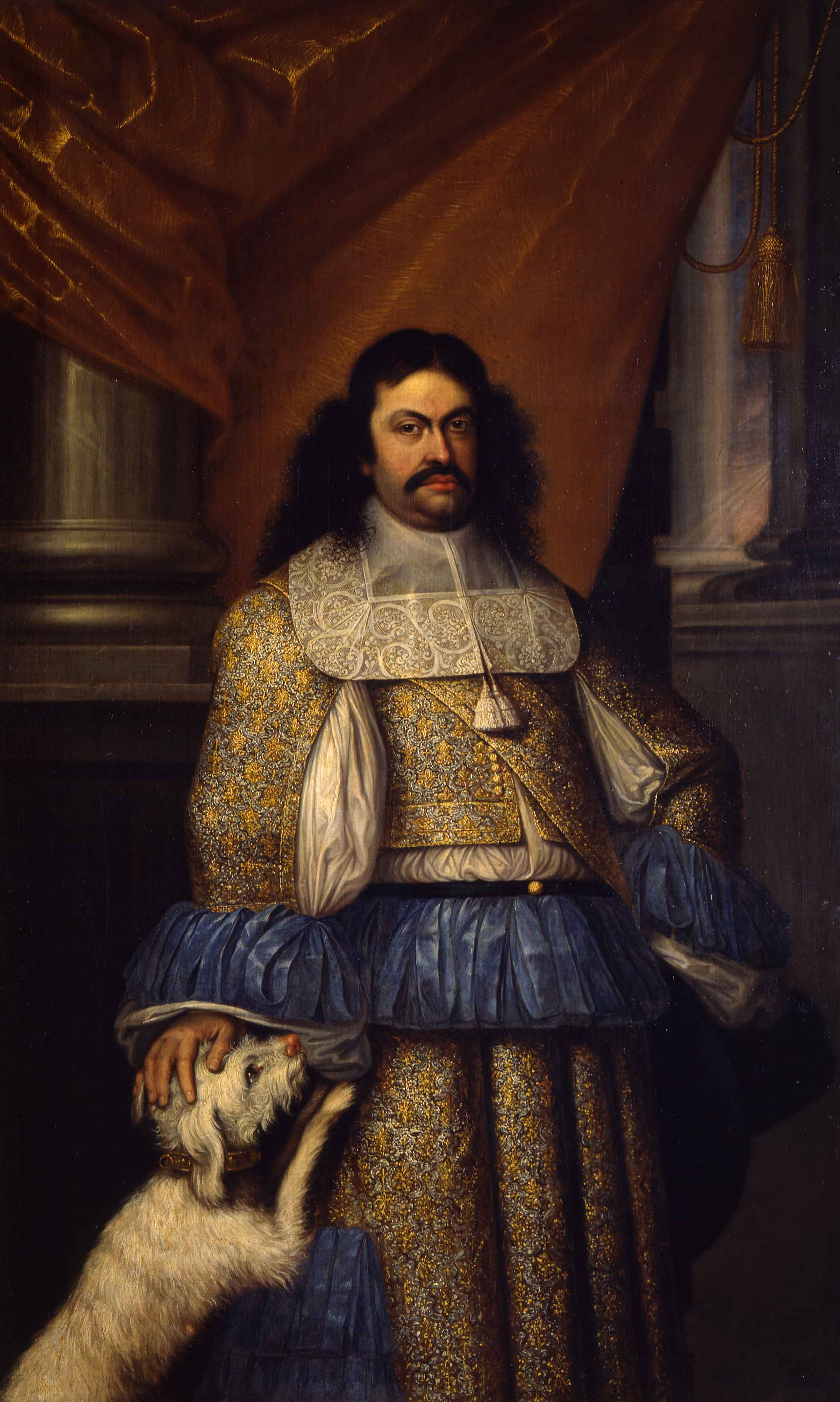
Ranuccio II. Farnese, Herzog von Parma und Piacenza

Ranuccio II. Farnese (* 17. September 1630; † 11. Dezember 1694) war von 1646 bis 1694 Herzog von Parma und Piacenza und gehörte dem in Parma und Piacenza regierenden herzoglichen Hause Farnese an.

## Leben
Da der Sohn von Herzog Odoardo I. Farnese und Prinzessin Margherita de’ Medici (1612–1679) beim Tode des Vaters 1646 noch minderjährig war, führten Mutter und Onkel, Kardinal Francesco Maria Farnese (1619–1647), die Regentschaft, bis er 1648 das achtzehnte Lebensjahr erreichte. Die französische Regierung bot ihm die Ehe mit einer Nichte Kardinal Mazarins an; trotz der politischen und finanziellen Vorteile, die damit verbunden gewesen wären, lehnte Ranuccio ab, da er sich eine Braut aus souveränem Haus wünschte. Im bis 1659 währenden Krieg zwischen Frankreich und Spanien blieb er neutral, musste aber die Durchquerung seines Territoriums durch deren Truppen zulassen.

### Außenpolitik
1649 brach der zweite Krieg um Castro aus. Ohne Zustimmung Herzog Ranuccios hatte Papst Innozenz X. Cristoforo Giarda in dessen Domäne Castro, einem päpstlichen Lehen, als Bischof eingesetzt. Als Giarda noch vor seiner Ankunft in der Diözese am 19. März 1649 ermordet wurde, schob der Papst die Schuld dem Herzog zu, ließ Castro belagern und dem Erdboden gleichmachen. Auch in der darauffolgenden Schlacht nahe Bologna blieben die Päpstlichen siegreich. 1650 wurde Castro als erledigtes Pontifikallehen eingezogen.
1657 gelang es Ranuccio, einen Rückkaufvertrag über Castro abzuschließen. Da es ihm aber am nötigen Geld fehlte, verblieb das Herzogtum beim Papst und wurde 1659 im Pyrenäenfrieden als päpstlicher Besitz bestätigt, allerdings mit einer Rückkaufoption für Parma auf acht Jahre. In der Folgezeit versuchte Ranuccio auf jede mögliche Art und Weise, an Geld für den Rückkauf zu kommen; doch die der Kurie 1666 schließlich angebotene Summe von 814.865 Scudi wurde als zu gering abgelehnt und die Einziehung Castros definitiv ausgesprochen.
Ranuccio hatte seine Pläne für Castro endgültig aufgegeben, kaufte aber für das Geld 1672 das Fürstentum Bardi und Compiano, womit das parmesische Herzogtum letztmals erweitert wurde. Teilweise noch zu dessen Lebzeiten wurde im Pfälzischen Erbfolgekrieg von 1689 bis 1697 das neutrale Parma von kaiserlichen Truppen unter Prinz Eugen von Savoyen durchzogen und geplündert, auch unter Begehung von Verbrechen an der Zivilbevölkerung.

### Innenpolitik
Innenpolitisch war Ranuccio II. um Modernisierung bemüht. Er erließ zur Verringerung der Arbeitslosigkeit ein Exportverbot für unverarbeitete Seide, führte eine Gerichtsreform durch, gründete zwei Akademien sowie das Herzogliche Theater und legte eine umfangreiche Sammlung von Kunstwerken und Büchern an. Unter ihm wurden die in Rom verbliebenen Besitztümer der Farnese nach Parma transferiert. Musikalisch veranlagt, förderte er Ballett und Oper und zog den Komponisten Marco Uccellini an seinen Hof.

## Ehen und Nachkommen
Ranuccio Farnese war seit dem 29. April 1660 mit Margarete von Savoyen (* 15. November 1635; † 29. April 1663), der Tochter des Herzogs Vittorio Amadeo I. verheiratet. Sie starb im Kindbett zwei Tage nach der Geburt des zweiten Kindes, das am Tag darauf starb. Das erste Kind war schon am Tag der Geburt gestorben.
Zum zweiten Male heiratete er am 18. Februar 1664 seine Cousine Isabella d’Este (* 3. Oktober 1635; † 21. August 1666), Tochter des Herzogs Francesco I. d’Este von Modena, mit der er drei Kinder hatte. Auch sie starb im Kindbett.
- Margherita Maria Farnese (* 24. November 1664; † 17. Juni 1718) ⚭ 14. Juli 1692 Francesco II. d’Este (1660–1694), Herzog von Modena
- Teresa Farnese (* 10. Oktober 1665; † 1702) ⚭ 29. Juli 1695 Gustav II. Merten (1655–1720), Graf von Merten
- Odoardo II. Farnese (1666–1693), Erbherzog von Parma und Piacenza, der vor seinem Vater starb.

Im Oktober 1668 heiratete Ranuccio die Base Maria d’Este (* 8. Dezember 1644; † 20. August 1684), eine Halbschwester der zweiten Frau. Mit ihr hatte er sieben Kinder, von denen zwei erwachsen wurden.
- Francesco Farnese (1678–1727), Herzog von Parma und Piacenza ab 1694
- Antonio Farnese (1679–1731), ab 1727 letzter Herzog von Parma und Piacenza der Familie Farnese.